# I liga polska w piłce siatkowej kobiet (1986/1987)
I liga polska w piłce siatkowej kobiet 1986/1987 - 51. edycja rozgrywek o mistrzostwo polski w piłce siatkowej kobiet.

## Drużyny uczestniczące
| | I liga 1986/1987       |   |      |
| --- | ---------------------- | - | ---- |
| SŁU | Czarni Słupsk          | 1 | PEMK |
| ŁÓD | ŁKS Łódź               | 2 | PEZP |
| WRO | Gwardia Wrocław        | 3 |      |
| MIL | Płomień Milowice       | 4 |      |
| BIE | BKS Stal Bielsko-Biała | 5 |      |
| WAR | AZS AWF Warszawa       | 6 |      |
| KRA | Wisła Kraków           | 7 |      |
| WAR | Polonez Warszawa       | 8 |      |
| | Awans z II ligi        |   |      |
| GDA | Spójnia Gdańsk         |   |      |
| TAR | Siarka Tarnobrzeg      |   |      |
| Oznaczenia: - kolumna pierwsza – skróty nazw drużyn wpisane na mapie (jeśli ta została zamieszczona), - kolumna trzecia – miejsce zajęte przez daną drużynę w poprzednim sezonie. |                        |   |      |

## Rozgrywki

### Runda zasadnicza
Tabela
| Lp. | Drużyna                | Pkt | Mecze | Mecze | Mecze | Sety | Sety | Sety  |
| Lp. | Drużyna                | Pkt | M     | W     | P     | wyg. | prz. | ratio |
| --- | ---------------------- | --- | ----- | ----- | ----- | ---- | ---- | ----- |
| 1   | BKS Stal Bielsko-Biała | 35  | 18    | 17    | 1     | 52   | 12   | 4.333 |
| 2   | Czarni Słupsk          | 34  | 18    | 16    | 2     | 49   | 13   | 3.769 |
| 3   | Gwardia Wrocław        | 28  | 18    | 10    | 8     | 35   | 28   | 1.250 |
| 4   | ŁKS Łódź               | 28  | 18    | 10    | 8     | 35   | 29   | 1.207 |
| 5   | Płomień Milowice       | 28  | 18    | 10    | 8     | 36   | 35   | 1.029 |
| 6   | Polonez Warszawa       | 24  | 18    | 6     | 12    | 28   | 36   | 0.778 |
| 7   | Spójnia Gdańsk         | 24  | 18    | 6     | 12    | 26   | 42   | 0.619 |
| 8   | Siarka Tarnobrzeg      | 24  | 18    | 6     | 12    | 24   | 43   | 0.558 |
| 9   | Wisła Kraków           | 23  | 18    | 5     | 13    | 20   | 46   | 0.435 |
| 10  | AZF AWF Warszawa       | 22  | 18    | 4     | 14    | 24   | 45   | 0.533 |

     grupa mistrzowska
     grupa spadkowa

### Grupa Mistrzowska
Tabela
| Lp. | Drużyna                | Pkt | Mecze | Mecze | Mecze | Sety | Sety | Sety  |
| Lp. | Drużyna                | Pkt | M     | W     | P     | wyg. | prz. | ratio |
| --- | ---------------------- | --- | ----- | ----- | ----- | ---- | ---- | ----- |
| 1   | Czarni Słupsk          | 71  | 38    | 33    | 5     | 101  | 32   | 3.156 |
| 2   | BKS Stal Bielsko-Biała | 70  | 38    | 32    | 6     | 101  | 34   | 2.971 |
| 3   | ŁKS Łódź               | 58  | 38    | 20    | 18    | 72   | 69   | 1.043 |
| 4   | Gwardia Wrocław        | 54  | 38    | 16    | 22    | 64   | 76   | 0.842 |
| 5   | Płomień Sosnowiec      | 50  | 38    | 12    | 26    | 54   | 9    | 6.000 |

     Mistrz Polski

### Grupa spadkowa
Tabela
| Lp. | Drużyna           | Pkt | Mecze | Mecze | Mecze | Sety | Sety | Sety  |
| Lp. | Drużyna           | Pkt | M     | W     | P     | wyg. | prz. | ratio |
| --- | ----------------- | --- | ----- | ----- | ----- | ---- | ---- | ----- |
| 6   | Polonez Warszawa  | 58  | 38    | 20    | 18    | 76   | 62   | 1.226 |
| 7   | AZS AWF Warszawa  | 58  | 38    | 20    | 18    | 74   | 75   | 0.987 |
| 8   | Wisła Kraków      | 56  | 38    | 18    | 20    | 66   | 79   | 0.835 |
| 9   | Spójniaa Gdańsk   | 52  | 38    | 14    | 24    | 55   | 88   | 0.625 |
| 10  | Siarka Tarnobrzeg | 47  | 38    | 9     | 29    | 43   | 102  | 0.422 |

     spadek do II ligi

## Klasyfikacja końcowa
| Miejsce | Drużyna                |
| ------- | ---------------------- |
| 1.      | Czarni Słupsk          |
| 2.      | BKS Stal Bielsko-Biała |
| 3.      | ŁKS Łódź               |
| 4.      | Gwardia Wrocław        |
| 5.      | Płomień Milowice       |
| 6.      | Polonez Warszawa       |
| 7.      | AZS AWF Warszawa       |
| 8.      | Wisła Kraków           |
| 9.      | Spójnia Gdańsk         |
| 10.     | Siarka Tarnobrzeg      |

     spadek do II ligi